# Noureddine Bouchaal
Noureddine Bouchaal (arabisch نور الدين بوشعال, * 24. Oktober 1970) ist ein französisch-marokkanischer Skirennläufer, Olympiateilnehmer und Skitrainer, der sich auf den Riesenslalom spezialisiert hat.

## Karriere
Bouchaal startete bei den Olympischen Winterspielen 1992, die im französischen Val-d’Isère ausgetragen wurde, als einer von sieben männlichen alpinen Skirennläufern im Riesenslalom für Marokko. Insgesamt waren zehn Männer und zwei Frauen aus Marokko Teilnehmer. Er kam mit einem Rückstand von einer Minute und 15,32 Sekunden auf den Italiener Alberto Tomba auf den 86. Platz und ließ den Bolivianer Carlos Aramayo, den Libanesen Dani Abou Naoum, den Bolivianer José Manuel Bejarano, sowie die Costa-Ricaner Julian Munoz und Alejandro Preinfalk hinter sich.
Bei den Olympischen Winterspielen 2018 im südkoreanischen Pyeongchang war Bouchaal Trainer des marokkanischen Teams, das aus Samir Azzimani und Adam Lamhamedi bestand.

## Erfolge

### Olympische Winterspiele
- Val-d’Isère 1992: 86. Platz im Riesenslalom